# Mexická rallye 2004
Mexická rallye 2004 (Oficiálně 18. Corona Rally México) byla třetí soutěží Mistrovství světa v rallye 2004. Pořádala se ve dnech 12. až 14. března na šotolinovém povrchu. Vítězem se stal Markko Märtin s vozem Ford Focus RS WRC. Soutěž měřila 1040,67 km a měla 15 rychlostních zkoušek.

## Průběh soutěže
Zpočátku se vedení v soutěži ujal Petter Solberg s vozem Subaru Impreza WRC. Druhý se držel Sebastien Loeb ve voze Citroën Xsara WRC. Solberg ale havaroval a většinu svého náskoku ztratil. Porucha vozu se projevila až v přejezdu do servisu a za nepovolenou pomoc byl Solberg penalizován. Do vedení se tak dostal Loeb a druhý byl Marcus Grönholm s vozem Peugeot 307 CC WRC. Toho ale zdržel nefunkční posilovač řízení. Problémy s převodovkou postihli i Harriho Rövanperu, který se propadl až do druhé desítky. Stále vedl Loeb, druhý byl jeho týmový kolega Carlos Sainz. Ten se ale postupně propadl za Märtina. Loeb havaroval a musel ze soutěže odstoupit. Saainz měl problémy s trakcí kvůli špatným pneumatikám. Třetí se držel Francois Duval na druhém Fordu. V neděli Sainz na Märtina zaútočil, ale chyboval a převrátil auto na bok. To znamenalo pád posádky na třetí místo. Všechny sobotní testy vyhrál Solberg, který se díky tomu nakonec posunul na čtvrtou pozici.

## Výsledky
1. Markko Märtin, Michael Park – Ford Focus RS WRC
2. Francois Duval, Fortin – Ford Focus RS WRC
3. Carlos Sainz, Marti – Citroën Xsara WRC
4. Petter Solberg, Phil Mills – Subaru Impreza WRC
5. Mikko Hirvonen, Lehtinen – Subaru Impreza WRC
6. Marcus Grönholm, Timo Rautiainen – Peugeot 307 CC WRC
7. Jussi Välimäki, Honkanen – Hyundai Accent WRC
8. Gilles Panizzi, Panizzi – Mitsubishi Lancer WRC
9. Antony Warmbold, Price – Ford Focus RS WRC
10. Harri Rovanperä, Pietilainen – Peugeot 307 CC WRC